# Graur cu burtă neagră
Graurul cu burtă neagră (Notopholia corrusca) este o pasăre din ordinul paseriformelor, din familia graurului, Sturnidae. Se găsește în Eswatini, Kenya, Mozambic, Somalia, Africa de Sud, Tanzania și Zimbabwe.